# Derek Walcott
Derek Walcott (n. 23 ianuarie 1930, Castries, Castries Quarter⁠(d), Sfânta Lucia – d. 17 martie 2017, Cap Estate⁠(d), Gros Islet Quarter⁠(d), Sfânta Lucia) a fost un scriitor din Sfânta Lucia, laureat al Premiului Nobel pentru Literatură în anul 1992.

## Biografie
Walcott s-a născut în Santa Lucia, tatăl său fiind pictor și poet, iar mama directoare de școală, cu înclinații spre literatura clasică. Familia vorbea engleza acasă, chiar dacă dialectul francez local era folosit pe scară largă în insulă. A avut parte de o educație englezească ce a inclus lecturi din canonul literar occidental - Homer, Shakespeare, Dante, Milton, Eliot, Pound, Joyce și Yeats.
În adolescență și-a publicat singur primul volum de poezii cu 200 de dolari împrumutați de la mama lui. Doi ani mai târziu, a scris și a regizat prima piesă care i-a lansat cariera teatrală ce include piese precum: „Visul de pe Muntele Maimuței”(1970), „Ti-Jean și frații săi”(1972) sau „Farsorul din Sevilla”(1978). A înființat atelierul de teatru Trinidad (1959) și Teatrul Dramaturgilor din Boston, SUA (1981). A rămas celebru însă pentru poeziile sale.
Walcott a absolvit Universitatea Indiilor de Vest în 1953, mutându-se apoi în Trinidad ca să lucreze ca reporter și critic. Punctul de cotitură al carierei a fost în 1969, când volumul de poezii Într-o noapte verde a fost publicat în SUA. Din anii 1980 până în 2007 a lucrat la universități precum Harvard și Yale, unde a predat poezie, scriere creativă și teatru.
Printre premiile obținute, se numără și premiul T.S. Eliot pentru poezie, acordat pentru ultimul său volum, Egrete albe (2010).
Viața lui Walcott a fost tumultoasă: a fost căsătorit de trei ori și fiecare căsnicie s-a încheiat cu divorț, prietenia sa cu V.S. Naipaul s-a transformat în ostilitate, iar în 2009 și-a retras candidatura pentru un post de profesor de poezie la Oxford.
A murit pe 17 martie 2017 în casa sa din Santa Lucia. A fost înmormântat cu funeralii de stat.